# Incesto (ordinamento italiano)
L'incesto, nell'ordinamento giuridico italiano, è un delitto previsto e punito dall'art. 564 del codice penale; è ricompreso tra i delitti contro la famiglia (titolo XI) e, in particolare, tra i delitti contro la morale familiare (capo II).

## La fattispecie
Ai fini dell'integrazione del reato, è necessario che l'incesto sia commesso con un discendente o un ascendente, con un affine in linea retta, cioè con una sorella o un fratello; non si configura, pertanto, nel caso in cui il fatto sia commesso nell'ambito di un rapporto di adozione, tra l'adottato e l'adottante, essendo richiesta una relazione tra consanguinei.
La nozione di pubblico scandalo è condizione obiettiva di punibilità e non elemento costitutivo della fattispecie delittuosa: ciò comporta che il reato si configura per il semplice fatto della consumazione della condotta incriminata.
Sono previste due circostanze aggravanti speciali: nel caso di relazione incestuosa, ossia di reato continuato, la pena è della reclusione da due a otto anni (circostanza a effetto speciale); se l'incesto è commesso da persona maggiore di età con persona minore degli anni diciotto, la pena è aumentata per la persona maggiorenne (la pena è dunque aumentata fino a un terzo).
La condanna per il delitto di incesto pronunciata contro il genitore importa la perdita della responsabilità genitoriale. La condanna a qualsiasi pena detentiva per il delitto di incesto, subita da un coniuge, costituisce per l'altro coniuge una causa di divorzio. Altra causa di divorzio è il procedimento penale per il medesimo delitto, conclusosi con sentenza di proscioglimento o di assoluzione che dichiari non punibile il fatto per mancanza di pubblico scandalo ancorché con sentenza di condanna passata in giudicato.
Si tratta di un delitto contro la morale familiare e non contro la libertà individuale, nella prassi questa fattispecie non viene quasi mai applicata ma si ricorre all'art. 609-bis del codice penale che punisce la violenza sessuale. Il diritto italiano vieta il matrimonio tra consanguinei, tuttavia la legge n. 219 del 2012 ha introdotto la possibilità di riconoscimento dei figli incestuosi indipendentemente dal fatto che i genitori siano in buona o in mala fede (la riforma del diritto di famiglia del 1975 garantiva la possibilità di riconoscimento solo ai genitori che fossero stati in buona fede, cioè che ignoravano l'esistenza del vincolo parentale), previa autorizzazione del giudice che ha avuto riguardo all'interesse del figlio e alla necessità di evitare allo stesso qualsiasi pregiudizio (art. 251 c.c.). Il figlio non riconosciuto può agire al riconoscimento giudiziale della maternità o paternità. L'azione è imprescrittibile.
La dichiarazione giudiziale produce gli stessi effetti del riconoscimento nei confronti del soggetto verso la quale è pronunciata.
Qualora il tribunale neghi tale autorizzazione, al figlio irriconoscibile spetta l'azione di mantenimento cui all'art. 279 c.c. per ottenere dai genitori incestuosi un trattamento economico per il suo mantenimento e l'istruzione in adempimento dei doveri ex artt. 147 e 148 c.c. La Corte costituzionale, con sentenza n. 50 del 2006, ha tuttavia dichiarato l'illegittimità dell'art. 274 c.c., per cui l'autorizzazione del Tribunale non è più richiesta.